# Chilly Chili Sauce
「Chilly Chili Sauce」（チリー・チリ・ソース）は、WANIMAの6作目のシングル。2021年4月14日にunBORDEから発売された。WANIMA3部作の2作目。

## 概要
- 前作『Milk』から約10ヶ月振りのリリース[注 1]。
- CDは初回限定盤、通常盤の2形態で発売。
- 初回限定盤の特典DVDには、2020年9月22に千葉県・ZOZOマリンスタジアムにて開催された自身の無観客生配信ライブ『COMINATCHA!! TOUR FINAL at ZOZO MARINE STADIUM』[2]より抜粋された7曲を収録[1]。同映像はメンバー立ち合いのもと、生配信時とは違う編集を施したバージョンとなっている[1]。
- WANIMA3部作の2作目としてリリースされ、1作目には2ndミニ・アルバム『Cheddar Flavor』、3作目には7thシングル『Chopped Grill Chicken』がリリースされた。

## 収録曲

### CD
| 全作詞・作曲: KENTA、全編曲: WANIMA。 |                        |       |            |      |
| #                                     | タイトル               | 作詞  | 作曲・編曲 | 時間 |
| 1.                                    | 「Chilly Chili Sauce」 | KENTA | KENTA      | 2:17 |
| 2.                                    | 「最後になるなら」     | KENTA | KENTA      | 1:24 |
| 3.                                    | 「月の傍で」           | KENTA | KENTA      | 3:12 |
| 4.                                    | 「ネガウコト」         | KENTA | KENTA      | 4:26 |
| 合計時間:                             | 合計時間:              | 11:19 |            |      |

### 特典DVD (初回限定盤)
| #  | タイトル           | 作詞 | 作曲・編曲 |
| -- | ------------------ | ---- | ---------- |
| 1. | 「JOY」            |      |            |
| 2. | 「つづくもの」     |      |            |
| 3. | 「Japanese Pride」 |      |            |
| 4. | 「Mom」            |      |            |
| 5. | 「ともに」         |      |            |
| 6. | 「りんどう」       |      |            |
| 7. | 「GET DOWN」       |      |            |